# ザ・マンザイクイズ
ザ・マンザイクイズ（THE MANZAIQUIZ）とは、文化放送で1980年10月6日から1982年3月まで月曜日から金曜日の20:00 - 21:00に放送されていた聴取者参加型・公開生放送のラジオ番組。
正式な番組名は『8時だがっぽり!ザ・マンザイクイズ』。通称『マンクイ』。

## 概要
漫才ブーム真っ只中だった当時、文化放送が聴取者参加型クイズと漫才を合体させたバラエティ番組としてスタートさせ、毎回人気の若手漫才コンビを「マンクイ・パートナー」と称して登場させ、クイズの出題にちなむ漫才等を行わせ、ブームに輪をかける形でこの番組自体も人気を呼んだ。「ヒット曲とクイズの組み合わせ」というコンセプトも持ち合わせていた。
出場者は原則、電話出演。8種類のクイズを出題して、解答は曲がかかっている間に受け付け、曲が終わるとともに正解を発表。正解者の中から賞金1万円が贈呈された。そして曜日別にニューミュージック、有線放送、アルバムなどのジャンル別ベスト6のランキングを決定し発表していた。
また、司会兼出題役だった文化放送アナウンサーの大野正、中田秀作、坂信一郎、竹内靖夫も漫才コンビとの掛け合いを見事にこなし、スポーツの実況時とは異なるひょうきんな一面を見せ、新たなファン層を掴む、という効果も生んだ。特に大野は、「笑ってる場合ですよ!」（フジテレビ系）にゲスト出演するにまで至っている。
しかし、それまで平日野球中継がなかった文化放送も、プロ野球・西武ライオンズの意向により同球団とのタイアップによる「文化放送ライオンズナイター」を放送する事となり、漫才ブームがややピークを過ぎた時期を機にこの番組も終了。以来今日まで文化放送は、野球シーズン中この時間帯に帯番組としてバラエティ番組を放送する事はなくなった。

## パーソナリティ
- 大野正 （現・大野勢太郎）
- 中田秀作
1980年10月 - 1981年9月までは上記2名が隔週で担当。
- 坂信一郎
- 竹内靖夫
1981年10月以降は上記2名が加わり4名が交替で担当。

## マンクイ・パートナー
- B&B
- ザ・ぼんち
- おぼん・こぼん
- 太平サブロー・シロー

他